# Unbihexium
L'unbihexium (symbole Ubh) est la dénomination systématique attribuée par l'UICPA à l'élément chimique hypothétique de numéro atomique 126. Dans la littérature scientifique, il est généralement appelé élément 126.
Cet élément de la 8e période du tableau périodique appartiendrait à la famille des superactinides, et ferait partie des éléments du bloc g. Il se situerait dans l'îlot de stabilité prédit par le modèle en couches du noyau atomique. Sa configuration électronique serait, par application de la règle de Klechkowski, [Og] 8s2 5g6, mais a été calculée, en prenant en compte les corrections induites par la chromodynamique quantique et la distribution relativiste de Breit-Wigner (en), comme étant [Og] 8s2 8p1 6f4 5g1, ce qui ferait de cet élément le premier à posséder un électron dans la sous-couche 5g ; d'autres résultats ont été obtenus par des méthodes un peu différentes, par exemple [Og] 8s2 8p1 7d1 6f2 5g2 par la méthode Dirac-Fock-Slater.

## Stabilité des nucléides de cette taille
Aucun superactinide n'a jamais été observé, et on ignore si l'existence d'un atome aussi lourd est physiquement possible.
Le modèle en couches du noyau atomique prévoit l'existence de nombres magiques par type de nucléons en raison de la stratification des neutrons et des protons en niveaux d'énergie quantiques dans le noyau postulée par ce modèle, à l'instar de ce qui se passe pour les électrons au niveau de l'atome ; l'un de ces nombres magiques est 126, observé pour les neutrons mais pas encore pour les protons, tandis que le nombre magique suivant, 184, n'a jamais été observé : on s'attend à ce que les nucléides ayant environ 126 protons (ce qui est par définition le cas de l'unbihexium) et 184 neutrons soient sensiblement plus stables que les nucléides voisins, avec peut-être des périodes radioactives supérieures à la seconde, ce qui constituerait un « îlot de stabilité ».
La difficulté est que, pour les atomes superlourds, la détermination des nombres magiques semble plus délicate que pour les atomes légers, de sorte que, selon les modèles, le nombre magique suivant serait à rechercher pour Z compris entre 114 et 126.

## Recherche des isotopes les plus stables de l'élément 126
Des calculs menés par la méthode Hartree-Fock-Bogoliubov avec l'interaction non relativiste de Skyrme ont proposé la valeur Z=126 pour une couche complète de protons avec, dans cette région, N=184 et N=196 pour avoir des couches et sous-couches de neutrons complètes ; il s'ensuit que les isotopes les plus stables seraient les nucléides 310126 et 322126.
La première synthèse de l'élément 126 a été tentée au CERN en 1971 par Bimbot et al. en bombardant une cible de thorium 232 avec des ions krypton 84 :
84
36Kr + 232
90Th → 316
126Ubh* → échec.
Une radioactivité α de haute énergie avait alors été observée et prise pour un indice possible de la formation de l'élément 126, mais des études récentes ont montré que la sensibilité du dispositif d'alors était bien trop faible (d'au moins cinq ou six ordres de grandeurs) pour pouvoir observer quoi que ce soit en rapport avec l'unbihexium.

## Propriétés chimiques calculées
Du point de vue chimique, il pourrait y avoir un monofluorure stable résultant d'une orbitale moléculaire liante établie entre la sous-couche électronique 5g de l'élément 126 et la sous-couche 2p du fluor.